# Listă de boli

## A
- Abazie
- Abces dentar
- Abces pulmonar
- Abces renal
- Absintism
- Acarioză
- Accident vascular
- Acnee
- Acondroplazie
- Acromegalie
- Acufenee
- Adenom
- Adenom de prostată
- Aerofagie
- Afakie
- Afazie
- Afte
- Albinism
- Alcoolism
- Alergie
- Alopecie
- Aluminoză pulmonară
- Amețeală
- Amibiază
- Amigdalită
- Anafilaxie
- Anchilostomiază
- Anemie
- Anemie falciformă
- Anemie feriprivă
- Anemie pernicioasă
- Anevrism
- Angină pectorală
- Angioedem
- Anomalie Ebstein
- Anorexie
- Antrax
- Anxietate
- Apendicită
- Arterită temporală
- Aritmie
- Arteriopatie
- Artrită reumatoidă
- Artrită
- Artroză
- Astenopie
- Astm bronsic
- Atac cerebral
- Atelectazie
- Ateroscleroză
- Azbestoză

## B
- Bagasoză
- Balanită
- Balanopostită
- Balonare
- Bâlbâială
- Berilioză
- Bisinoză
- Boala Alzheimer
- Boala Addison
- Boala Batten
- Boala Bazin
- Boala Boeck
- Boala Bornholm
- Boala Bowen
- Boala Buerger
- Boala Caffey
- Boala Caison
- Boala celiacă
- Boala Chagas
- Boala Charcot-Marie-Tooth
- Boala Christmas
- Boala Coat
- Boala Creutzfeldt-Jakob
- Boala Crohn
- Boala Cushing
- Boala de rejet
- Boala Eales
- Boala Gaucher
- Boala Graves
- Boala Hartnup
- Boala Hashimoto
- Boala Hirschprung
- Boala Hodgkin
- Boala Huntington
- Boala Kawasaki
- Boala Kienbock
- Boala Köhler
- Boala Legg-Calve-Perthes
- Boala legionarilor
- Boala Lesch-Nyhan
- Boala Little
- Boala Lyme
- Boala Mcardle
- Boala Madelung
- Boala Marburg
- Boala mână-picior-gură
- Boala Ménétrier
- Boala Mikulicz
- Boala Minamata
- Boala Ménière
- Boala de neuron motor
- Boala Niemann-Pick
- Boala obstructivă pulmonară cronică
- Boala oaselor de sticlă
- Boala Osgood-Schlatter
- Boala Paget
- Boala Parkinson
- Boala Peyronie
- Boala Pick
- Boala Roger
- Boala Scheuermann
- Boala Sever
- Boala Simmod
- Boala somnului
- Boala Still
- Boala Tay-Sachs
- Boala tiroidiană
- Boala ulceroasă
- Boala Von Recklinghausen
- Boala Von Willerbrand
- Boala Werding-Hoffman
- Boala Wilson
- Bronșiectazie
- Bronșită acută
- Bronșită cronică
- Bruceloză

## C
- Calculi biliari
- Calculi renali
- Cancer
- Cancer esofagian
- Cancer de col uterin
- Cancer de colon și rect
- Cancer gastric
- Cancer hepatic
- Cancer limfatic
- Cancer mamar
- Cancer nazofaringian
- Cancer ovarian
- Cancerul pancreatic
- Cancer de piele
- Cancer de prostată
- Cancer testicular
- Cancer de vezică
- Cancer mamar
- Cancer pulmonar
- Candidoză
- Cardiopatie ischemică
- Carie dentară
- Cataractă
- Cefalee
- Celulită
- Cenuroză
- Cheratită
- Chist ovarian
- Ciroză cardiacă
- Ciroză hepatică
- Cistită
- Clamidiază
- Coagulare intravasculară diseminată
- Colangită
- Colaps
- Colecistită
- Coledocolitiază
- Colesteroloză
- Colică biliară
- Colică renală
- Colită
- Comoție cerebrală
- Conjunctivită
- Constipație
- Cord pulmonar cronic
- COVID-19
- Coxartroză
- Craniofaringiom
- Сrampe

## D
- Defectul de sept atrial
- Degerătură
- Demodicoză
- Depresie
- Dermatoză
- Dermită
- Detoxifiere
- Diabet insipid
- Diabet zaharat
- Diaree
- Difterie
- Dischinezie biliară
- Discopatie
- Dispepsie
- Distrofie musculară
- Diverticuloză
- Dizenterie

## E
- Ebola
- Eczemă
- Edem pulmonar
- Emfizem pulmonar
- Encefalită
- Encefalopatie
- Endocardită
- Endometrioză
- Enterocolită
- Entorsă
- Enurezis
- Epididimită
- Epilepsie
- Epistaxis
- Erizipel
- Esofagită
- Exoftalmie

## F
- Faringită
- Fasceită necrozantă
- Febră recurentă
- Febră
- Feocromocitom
- Fibrom
- Fibrom uterin
- Fibromiozită
- Fibroză chistică
- Fibroză pulmonară
- Fractură
- Frigiditate
- Furunculoză

## G
- Gangrenă gazoasă
- Gastrită
- Giardia
- Gigantism
- Glaucom
- Glomerulopatie
- Gonoree
- Granulom
- Greață
- Gripă spaniolă
- Gripă
- Gută

## H
- Halenă
- Hematemeză
- Hematurie
- Hemofilie
- Hemoptizie
- Hemoragie cerebrală
- Hemoragie
- Hemoroizi
- Hepatită virală
- Hepatită
- Hernie de disc
- Hernie hiatală
- Hernie inghinală
- Hernie ombilicală
- Herpes Zoster
- Herpes
- Hiperhidroză
- Hipertensiune arterială
- Hipertiroidie
- Hipertiroidism
- Hipoglicemie
- Hipotensiune arterială
- Hipotermie
- Hipotiroidism
- Histiocitoză X
- Holeră
- Hidronefroză
- Hipertensiune reno-vasculară

## I
- Icter
- Impotență
- Indigestie
- Infarct miocardic
- Infarct pulmonar
- Infarct renal
- Infecțiile
- Infecție urinară
- Insolație
- Insomnie
- Insuficiență cardiacă
- Insuficiență hipofizara
- Insuficiență renală
- Insuficiență venoasă cronică
- Intoxicație

## L
- Laringită
- Leptospiroză
- Leucemie
- Leucopenie
- Limfogranulomatoză
- Limfom
- Lipotimie
- Listerioză
- Litiază biliară
- Litiază renală
- Lumbago
- Lupus eritematos sistemic

## M
- Macrogenitosomie precoce
- Macroglobulinemie Waldenstrom
- Mahmureală
- Malarie
- Mastită
- Mastocitoză
- Mătreață
- Meningită
- Menopauză
- Menoragie
- Meteo-sensibilitate
- Miastenia gravis
- Micoză
- Mielom
- Migrenă
- Miopie
- Mononucleoză infecțioasă
- Melanom cutanat

## N
- Nanism hipofizar
- Necroză
- Nefrită
- Nefroangioscleroză
- Nervozitate
- Neuropatie
- Nevralgie
- Nicturie
- Nistagmus

## O
- Obezitate
- Oboseală
- Ocluzie intestinală
- Oreion
- Osteoartrită
- Osteocondrodisplazie
- Osteomalacie
- Osteomielită
- Osteopetroză
- Osteoporoză
- Otită
- Obstrucție renală

## P
- Pancreatită
- Paradontoza
- Paralizie cerebrală
- Parazitoză intestinală
- Pediculoză
- Periarterită nodoasă
- Pericardită
- Peritonită
- Pestă
- Pielonefrită
- Pleurezie
- Pneumoconioză
- Pneumonie
- Pneumotorax
- Pojar
- Poliartrită reumatoidă
- Polimiozită
- Polineuropatie
- Poliomielită
- Prostatită
- Psoriazis
- Purpură trombocitopenică

## R
- Rabie
- Răceală
- Răgușeală
- Rahitism
- Rectocolită ulcerohemoragică
- Reflux gastroesofagian
- Reumatism
- Rinită alergică
- Rinită
- Rozeolă infantilă
- Rubeolă
- Rujeolă

## S
- Salmoneloză
- Salpingită
- Scabie
- Scarlatină
- Schizofrenie
- Sciatică
- Sclerodermia
- Scleroză multiplă
- Scorbut
- Scolioză
- Senilitate
- Senzația de „nod în gât” (Globul Hystericus)
- Septicemie
- Sferocitoza ereditara
- Siclemia
- SIDA
- Sideroză
- Sifilis
- Silicoză
- Sindroame pericardice
- Sindroame valvulare
- Sindroame vasculare cerebrale
- Sindroame vasomotorii periferice
- Sindrom adipozo-genital (sindromul Babinski-Frohlich)
- Sindrom Asperger
- Sindrom Banti
- Sindrom Behçet
- Sindrom Brown-Sequard
- Sindrom Budd-Chiari
- Sindrom cerebelos
- Sindrom Cockayne
- Sindrom Crigler-Najjar
- Sindrom de colon iritabil
- Sindrom Dandy-Walker
- Sindrom de detresă respiratorie
- Sindrom de hipertensiune intracraniană
- Sindrom de insuficiență venoasă cronică
- Sindrom de iradiere acută
- Sindrom de ischemie
- Sindrom de tunel carpian
- Sindrom Di George
- Sindrom Down
- Sindrom Duane
- Sindrom Dumping
- Sindrom Edwards
- Sindrom Ehlers-Danlos
- Sindrom Falconi
- Sindrom Fröhlich
- Sindrom Gardner
- Sindrom Gerstmann
- Sindrom Gilbert
- Sindrom Gilles de la Tourette
- Sindrom Guillian-Barré
- Sindrom Holmes-Adie
- Sindrom Horner
- Sindrom Hunter
- Sindrom Hurler
- Sindrom Kartagener
- Sindrom Kleine-Levin
- Sindrom Klinefelter
- Sindrom Korsakoff
- Sindrom Little
- Sindrom Macleod
- Sindrom Mallory-Weiss
- Sindrom maniaco-depresiv
- Sindrom Marcus Gunn Jaw-Winking
- Sindrom Marfan
- Sindrom Melkersson-Rosenthal
- Sindrom Mendelson
- Sindrom Münchausen
- Sindrom obsesiv-compulsiv
- Sindrom nefrotic
- Sindrom Pancoast-Tobias
- Sindrom paraneoplazic
- Sindrom Patau
- Sindrom Peutz-Jehgers
- Sindrom Pierre Robin
- Sindrom posttraumatic
- Sindrom posttrombotic
- Sindrom Ramsay Hunt
- Sindrom Raynaud
- Sindrom Reiter
- Sindrom Rett
- Sindrom Reye
- Sindrom senzitiv
- Sindrom Sheehan
- Sindrom Sjögren
- Sindrom Stokes-Adams
- Sindrom talamic
- Sindrom Tietze
- Sindrom Treacher-Collins
- Sindrom tromboflebitic (Tromboflebită)
- Sindrom Turner
- Sindrom vestibular
- Sindrom Volkmann
- Sindrom Whiplash
- sindrom X fragil
- Sindrom Zollinger-Ellison
- Sinovite
- Sinuzită
- Spasmofilie
- Spina bifida
- Spondilită anchilopoietica
- Spondilita ankilopoetica (boala Marie-Strumpell)
- Spondiloză
- Steatoză hepatică
- Stenozǎ pilorică
- Sterilitate
- Stomatită
- Stres
- Surditate
- Stenozǎ renală
- Stenoză

## Ș
- Șancru moale
- Șocul

## T
- Tabagism
- Talasemie
- Tenosinovită
- Tetanos
- Tic  nervos
- Tinitus
- Tiroidită Hashimoto
- Torticolis spastic
- Toxocaroză
- Toxoplasmoză
- Trichinoză
- Tricocefaloză
- Tricomonazia
- Trombembolismul pulmonar
- Trombocitopatia
- Trombocitopenia
- Tromboflebită
- Tromboză
- Tuberculoză pulmonară
- Tularemia
- Tumori cardiace
- Tumorile pulmonare
- Tuse
- Tuse convulsivă

## U
- Ulcer gastroduodenal
- Ulcer varicos
- Ulcer
- Uretrită
- Urticaria

## V
- Vaginită (Colpită)
- Varicelă
- Varicele membrelor inferioare
- Varicocelul
- Variolă
- Vasculite
- Vertij
- Viroze respiratorii
- Vitiligo

## Z
- Zona zoster